# Vaidutis Laurėnas

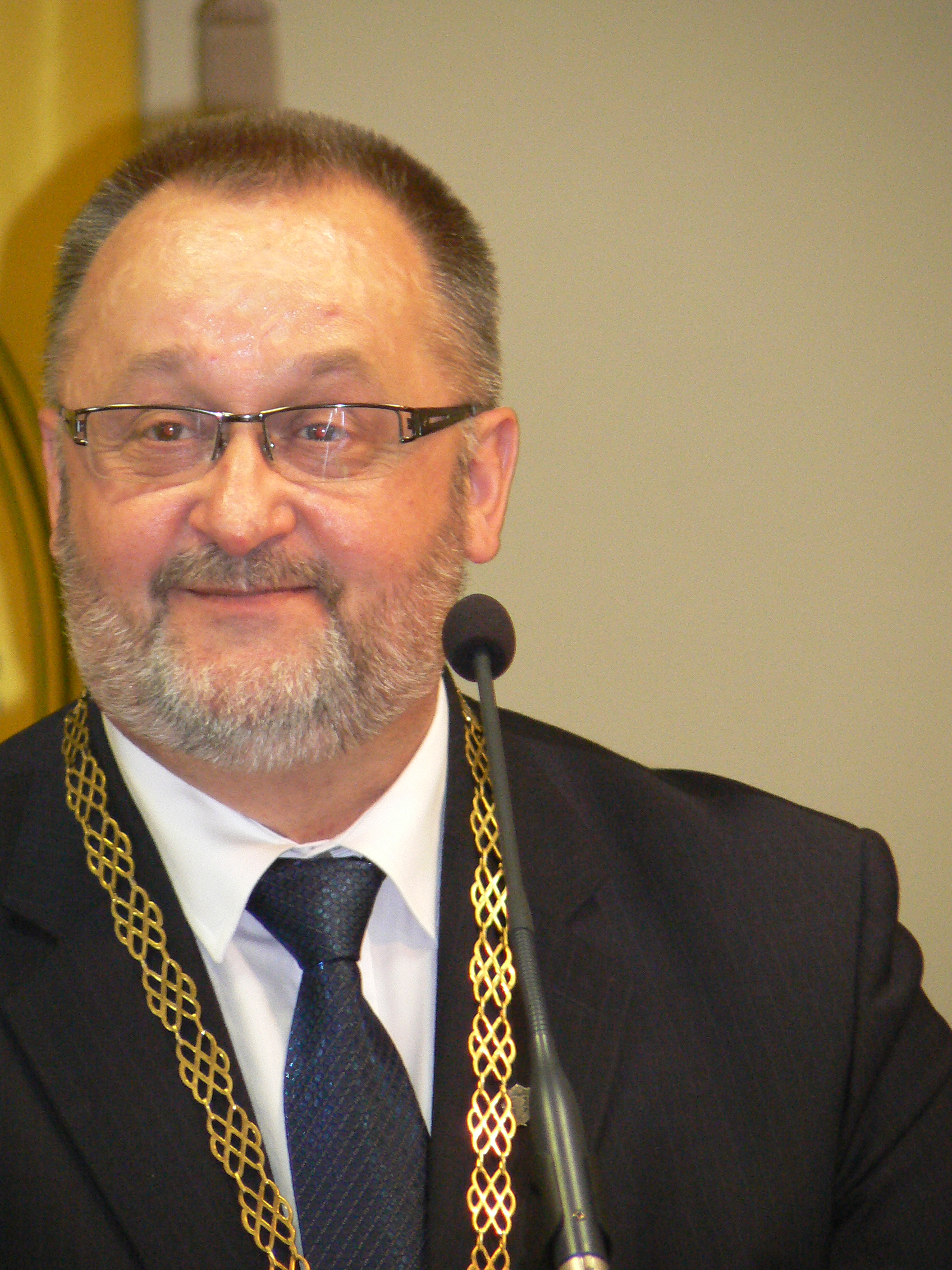
Vaidutis Laurėnas

Vaidutis Laurėnas (ur. 11 sierpnia 1958 w Ožionys w rejonie ignalińskim) – litewski socjolog i politolog. 
W 1981 ukończył studia na Wydziale Filozofii Uniwersytetu Moskiewskiego, po czym pracował jako wykładowca w Szawelskim Instytucie Pedagogicznym (do 1987) oraz na Uniwersytecie Moskiewskim 1987–1990. W 1990 uzyskał stopień naukowy kandydata nauk. W 1991 związał się z nowo powstałym Uniwersytetem Kłajpedzkim, gdzie kierował Katedrą Historii i Socjologii (od 1992: Politologii i Socjologii). W 1993 objął urząd prorektora i zasiadł w senacie uczelni. Od 2005 jest profesorem Katedry Administracji Publicznej i Nauk Politycznych.
Zaangażowany w działalność polityczną po stronie lewicy w 2003 wstąpił do Litewskiej Partii Socjaldemokratycznej, z ramienia której wybrano go w tym samym roku w skład Rady Miejskiej Kłajpedy. Mandat sprawował do kwietnia 2006.
Jest członkiem Rady Litewskiego Towarzystwa Nauk Politycznych (Lietuvos politologų asociacija). Zasiada w kolegiach redakcyjnych czasopism naukowych „Politologija”, „Sociologija. Mintis ir veiksmas”, „Tiltai”, „Viešasis administravimas ir politika” oraz „Lithuania Political Science Yearbook”.
Zajmuje się naukowo socjologią polityki, zjawiskiem postkomunizmu oraz studiami nad Rosją.

## Wybrane publikacje
- Normalios politikos genezės atvejis, Kłajpeda 2001
- Pilietinė visuomenė: politikos įpilietinimo projekcijos (wraz z S. Šiliauskasem), Kłajpeda 2006

### Artykuły naukowe
- Populism as an Outcome of Post-comunist Democratic Primitivism and Pro-capitalism, w: Lithuanian Political Science Yearbook 2005, Wilno 2006, s. 49-84.
- "Tautos delokalizacijos trauma", w: Tautinės tapatybės dramaturgija, Wilno 2005, s. 173-186.
- "Prokapitalizmo prieštaravimų veiksnys 2003-2004 m. politinėje krizėje Lietuvoje", w: Tiltai, nr 1/2005
- "Politinė krizė Lietuvoje 2003-2004 m.", w: Politologija, nr 3/2004
- "Kasdienybės politizacija: ne-politiškumo efektas Lietuvos politikoje", w: Politologija, nr 2/2003
- "Lietuvos socialinės-ekonominės plėtotės deideologizacijos problemos", w: Tiltai, nr 1/2003
- "Pilietinės visuomenės dilemos Lietuvoje", w: Sociologija. Mintis ir veiksmas, nr 1/2003